# منطقه آنسبا
منطقه آنسبا (به عربی: إقلیم أنسبا) یکی از منطقه‌های شش‌گانه اریتره است.

## خصوصیات
منطقه آنسبا ۲۳٬۲۰۰ کیلومترمربع مساحت و ۸۹۳٬۵۸۷ نفر جمعیت دارد.